# Uea (Fiji)

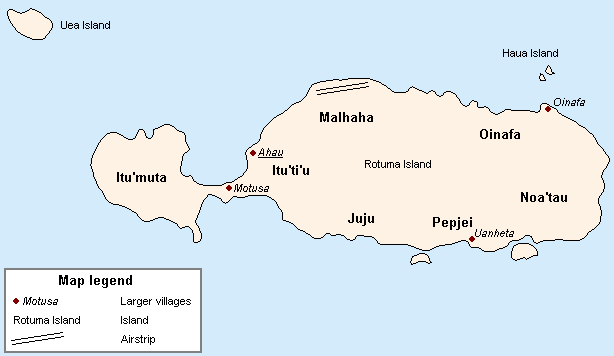
Mapa das ilhas Rotuma e Uea

Uea é uma ilha das Ilhas Fiji. Fica a noroeste de Rotuma. Pertence à dependência de Rotuma.
A ilha não é habitada.
1. ↑  «UEA Island Climate Summary». Consultado em 29 de junho de 2024